# 宮脇詩音
宮脇詩音（1990年2月28日—），日本女歌手，生於長崎縣大村市。2007年開始爲rhythm zone旗下藝人。興趣是彈鋼琴和Wii